# Smetana
För andra betydelser, se Smetana (olika betydelser).

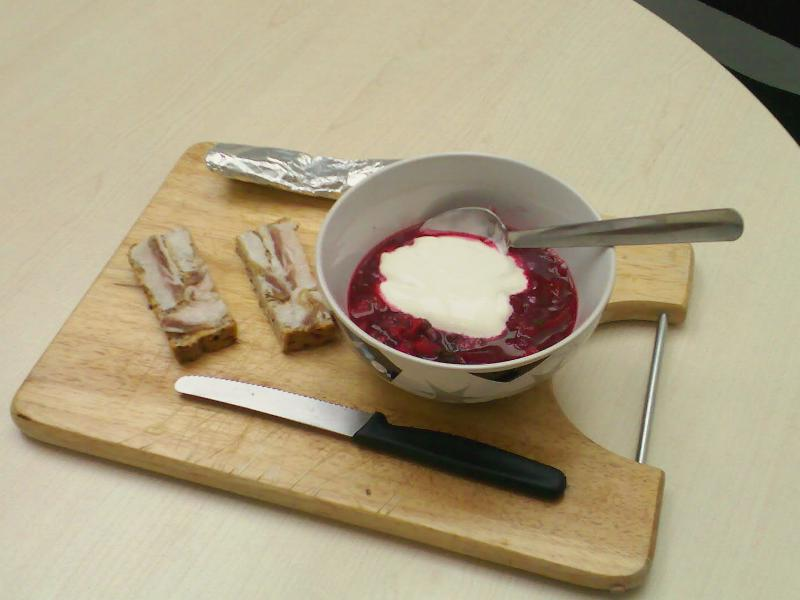
Borsjtj med smetana.

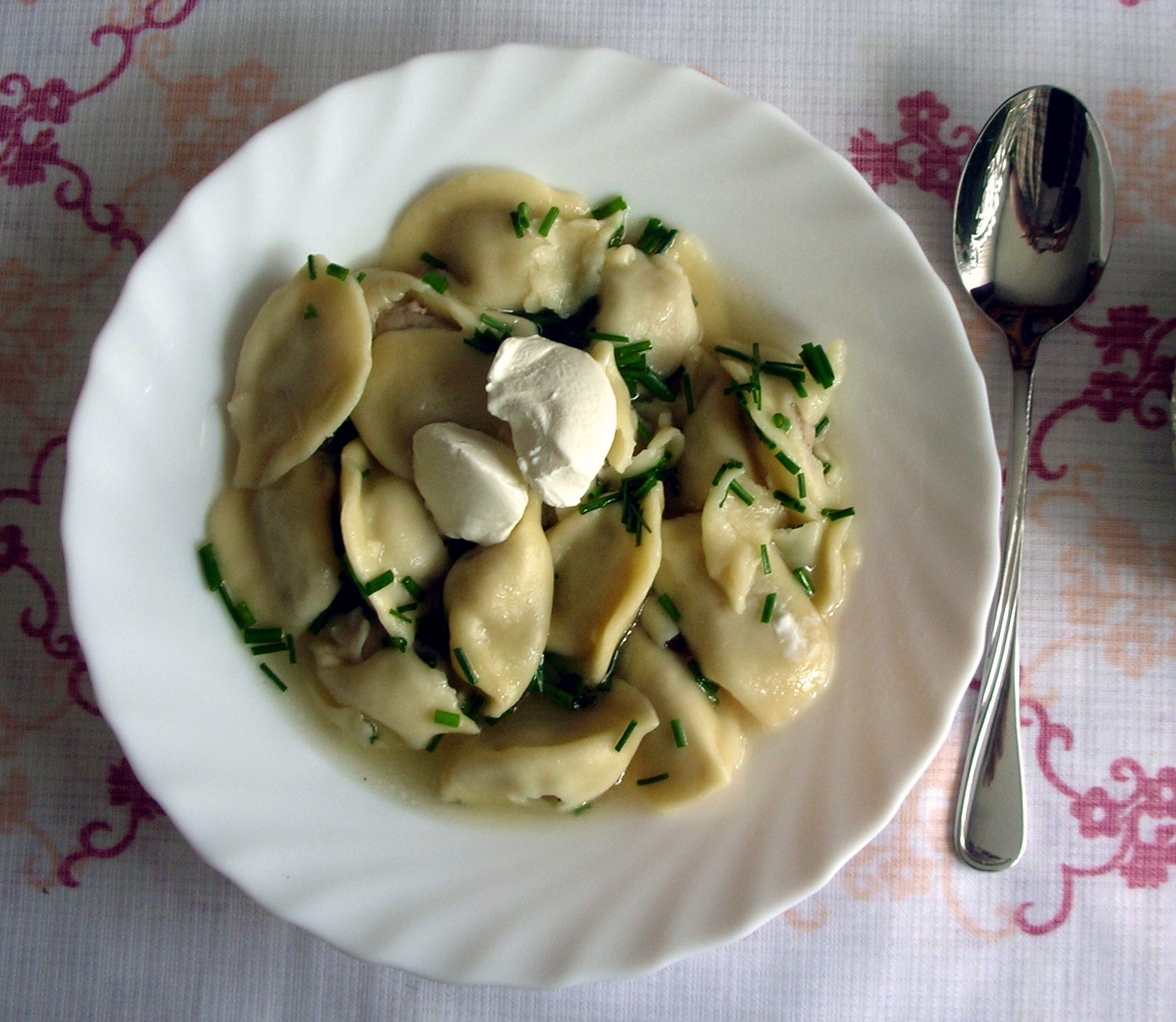
Ukrainsk vareniki med smetana och lök.

Smetana är naturligt tjock syrad grädde som erhålls av opastöriserad mjölk som får stå och sedan skummas. Smetana innehåller cirka 40 % fett. Smetana är en viktig ingrediens i central- och östeuropeisk matlagning, som till exempel traditionell rysk, ungersk och finsk/karelsk matlagning i maträtter som pelmeni, kåldolmar och blinier.
Smetana är närmast släkt med gammaldags syrad grädde. Smetana har gemensamt med alla syrade mejeriprodukter mycket lång hållbarhet. Smetana används med fördel till alla sorters ugnsbakade rätter och gratänger som Janssons frestelse och lasagne, då den inte skär sig i ugnen utan behåller sin konsistens. Gräddfil (10–12 % fett) och crème fraîche med låg fetthalt förvandlas vanligtvis till vätska i ugnen, och gratängen får en vattnig konsistens.
Smetana används också som tillbehör och redning i soppor, grytor och såser, som smörgåspålägg i stället för smör, som tillbehör till mat som till exempel fyllda klimpar, kåldolmar, ryska pannkakor, plättar kallade blinier samt i bakverk och tårtor. I Sverige marknadsförs smetana av det finska mejeriet Valio och Arla Foods mejeri.
Färsk smetana är ofta ganska lättflytande och tjocknar först efter ett par dagar.